# Ariamir
Ariamir (6. století? - před rokem 569?) byl od roku 558 či 559 svébským králem Gallaecie. Předpokládá se, že Ariamir byl králem, který vedl svůj lid od ariánského vyznání ke katolictví. V záznamech prvního koncilu v Braze je uvedeno, že koncil se konal pod záštitou krále Ariamira, který ho svolal. Zároveň biskupové uvedli, že jejich synod byl po dlouhé době prvním nicejským synodem v Gallaecii. Na tomto koncilu byla odsouzena priscilská hereze a položeny základy svébské konverze ke katolické církvi, o arianismu v záznamech není žádná zmínka.
Zápis z koncilu, který se sešel 1. května 561 se uvádí, že se konal ve třetím roce vlády Ariamira (anno tertio Ariamiri regis), přičemž výslovně uvádí, že synod se konal na jeho příkaz (ex praecepto praefati gloriosissimi Ariamiri regis). Biskupové se o Ariamirovi zmiňují jako o „našem nejslavnějším a nejzbožnějším synovi“ (gloriosissimus atque piissimus filius noster). Na základě datovací klauzule Ariamirova vláda začala mezi 2. květnem 558 a 1. květnem 559. Ariamir je tak prokazatelně prvním katolickým monarchou Svébů od dob vlády Rechiara, přičemž Rechiarův příklon ke katolictví je považován za sporný.
Někteří historikové Ariamira ztotožňují s králem Theodemirem, o kterém se zmínil Isidor ze Sevilly v souvislosti s konverzí Svébů a Martinem z Dumia. Jiní se domnívají, že byl synem krále Chararicha, o kterém se zmínil Řehoř z Tours v souvislosti s konverzí Svébů a Martinem z Tours. Je možné, že Chararich a Theodemir vládli po Ariamirovi, protože Ariamir byl prvním svébským panovníkem, který zrušil zákaz katolických synod, a je nepředstavitelné, že by katolický panovník zákaz nezrušil a pokračoval ve vládě „po dlouhou dobu“. Na druhé straně teolog Alberto Ferreiro i další badatelé považují konverzi Svébů ke katolictví za progresivní a postupnou, přičemž Ariamirovo zrušení zákazu synodů považují za impuls, který následoval až po Chararichově veřejné konverzi.
Kromě prvního koncilu konaného v Braze se o Ariamirovi nedochovaly žádné jiné informace. Ariamir zemřel před rokem 569, protože v tomto roce Svébům vládl již král Theodemir.